# Амфілох
Амфілох (дав.-гр. Ἀμφίλοχος) — віщун, син Амфіарая й Еріфіли, брат Алкмеона, якому він, за деякими переказами, допомагав у вбивстві матері; один із претендентів на руку Єлени, учасник Троянської війни.
Повернувшись із-під Трої, заснував Амфілохійський Аргос біля Амбракської затоки; за іншими переказами, разом з віщуном Мопсом оселився в Кілікії, де заснував місто Маллос. Згодом Амфілох і Мопс почали битися за владу в Маллосі і обидва загинули в бою.